# Estación Saforcada
Saforcada es una estación ferroviaria ubicada en la localidad del mismo nombre, partido de Partido de Junín, Provincia de Buenos Aires, Argentina.

## Servicios
No presta servicios de pasajeros. Por sus vías corren trenes de carga de la empresa estatal Trenes Argentinos Cargas.

## Historia
En el año 1886 fue inaugurada la Estación, por parte del Ferrocarril Buenos Aires al Pacífico, en el al vía Principal de Retiro a Mendoza y San Juan en el tramo comprendido entre las estaciones Junín y Alberdi.
Pese al reducido tamaño de su edificación es una Estación Empalme, ya que del lado oeste de la estación se desprende el ramal con destino a Santa Isabel.